# Замок Огродзенець
Замок Огродзенець (пол. Zamek Ogrodzieniec) — руїни замку в селі Подзамче Заверцянського повіту Сілезького воєводства в Польщі, яке знаходиться на відстані 2 км на схід від міста Огродзенець.
Руїни замку розташовані на найвищому пагорбі Краківсько-Ченстоховської височини — горі Яновського, висота якої складає 515,5 м над рівнем моря. Замок належить до туристичного Шляху Орлиних Гнізд.

## Історія

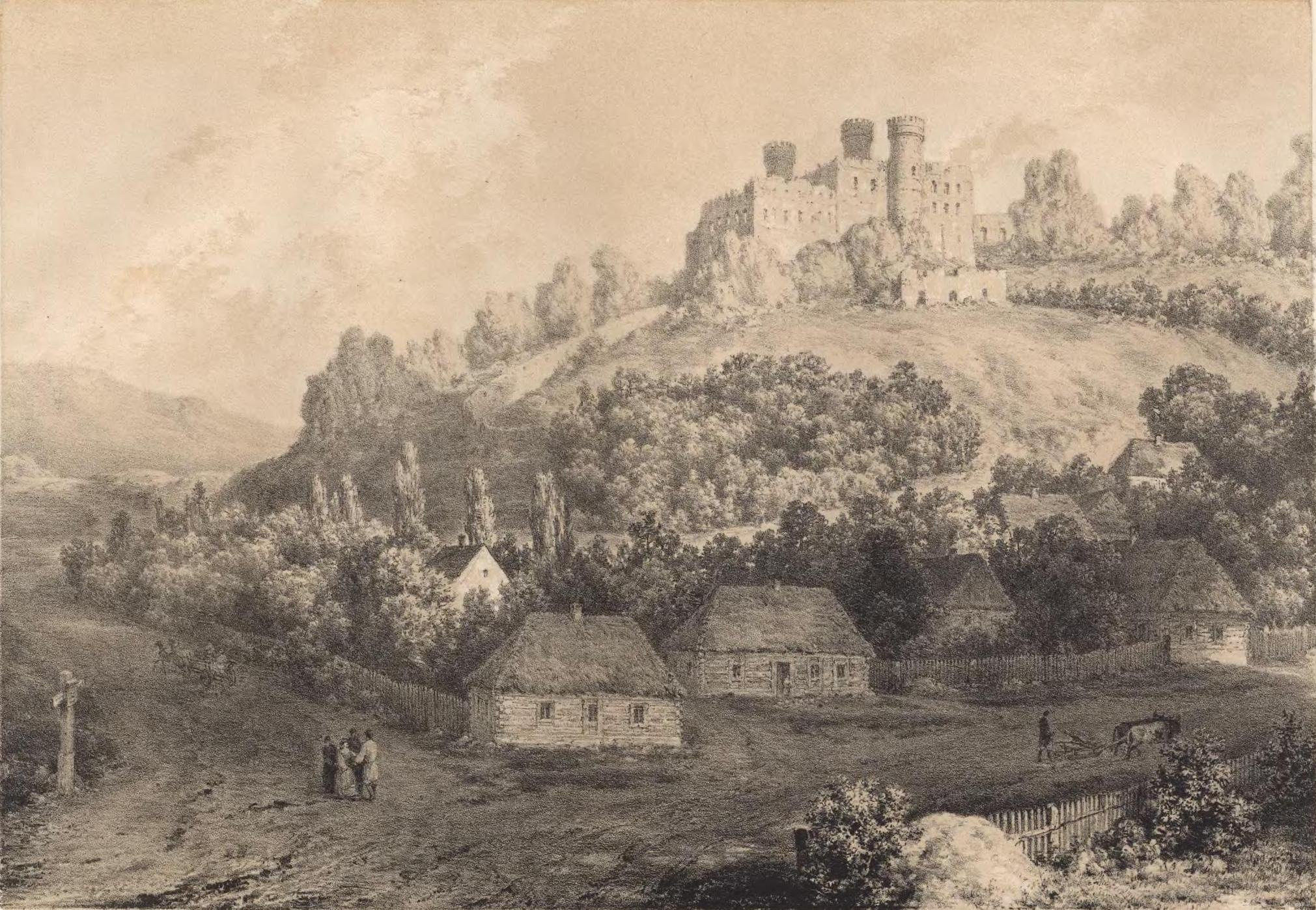
Замок Огродзенець, Наполеон Орда

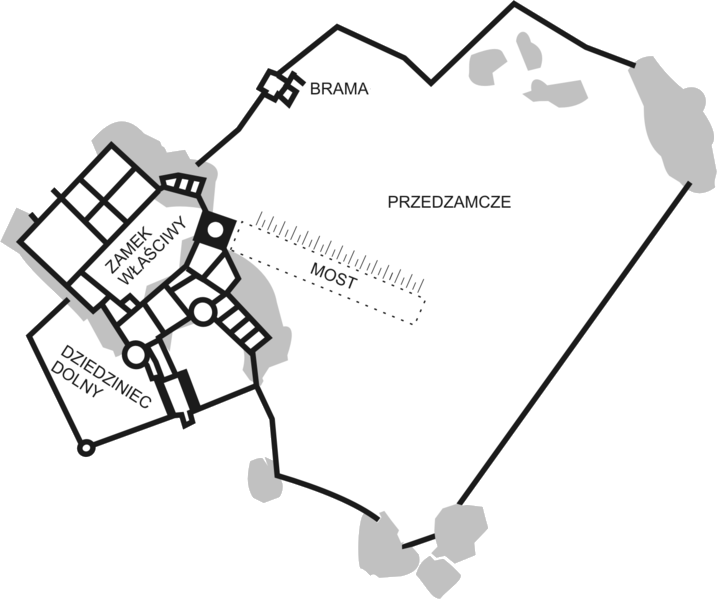
План замку Огродзенець

Точна дата заснування перших укріплень на місці нинішнього замку достеменно не відома. Найбільш імовірно, що вже за правління князя Болеслава III Кривоустого тут існували дерев'яно-земляні укріплення, які називалися Вовчою Щокою (пол. Wilcza Szczęka). Швидше всього, вони були знищені татарами під час нападу на Польщу у 1241 році.
Кам'яний замок, на місці дерев'яного, було побудовано за вказівкою короля Казимира Великого, а першим управителем замку став майбутній маршалок Польського королівства Пшедбор із Бжезя гербу Задора.
У 1386 році Владислав ІІ Ягайло передав замок, разом з Влодовіцами, Кочуровем і укріпленнями у Весюлці, краківському чеснику Влодеку з Харбіновиць гербу Сулима. Замок перебував у володінні родини Влодків Сулим майже сто років.
Замок чудово вписувався в оточуючий ландшафт: з трьох боків його захищали високі скелі, замикав периметр кам'яний мур, а в'їзд здійснювався через вузьку щілину між скелями.
У 1470 році замок та прилеглі до нього земельні ділянки були викуплені у заможними краківськими міщанами Ібрамом та Петром Саломонами. Від родини Саломонів, замок перейшов у власність Яна Фелікса Жешовського, настоятеля перемишльського і краківського каноніка з Пшибишувки, який вже у 1492 році передав замок руському воєводі Янові з Пілиці в обмін на Заверці та доплату. Після смерті Яна Пілецького у 1496 році замок успадкував його син Миколай Пілецький. Він взяв від Миколая Хелмського позику від заставу замку, а  той у свою чергу заставив її у краківського бурграфа, банкіра та жупника Яна Бонера. У 1527 році, Пілецький внаслідок неспроможності сплатити борги передав його Хелмському.
У 1522 році до замку ненадовго повернулася родина Влодків, однак уже в наступному році вони були змушені його покинути, адже за борги замок перейшов до  Яна Бонера.
У 1530 році власником замку став Северин Бонер, який у 1533—1547 роках здійснив перебудову замку, перетворивши середньовічну готичну фортецю у ренесансний замок, який називали "малим Вавелем". Северин Бонер залишив маєток чотирьом синам, усі вони однак померли бездітними, внаслідок чого замок перейшов у володіння його єдиної дочки — Софії, яка у 1562 році вийшла заміж за люблінського воєводу Яна Фірлея гербу Леварт. Він продовжив розбудову замку, зміцнивши його оборонні властивості, шляхом добудуви бастіону, белюарду та сухого рову. У 1574 році замок успадкував син Яна Фірлея — краківський воєвода і королівський посол Миколай.
У 1587 році замок захопили війська претендента на польський престол ерцгерцога Максиміліана Австрійського, сам замок при цьому залишився майже неушкодженим. Однак вже під час шведського потопу, замок було розграбовано і частково зруйновано.
У 1669 році власником замку став краківський каштелян Станіслав Варшицький. За часів його панування замок було відбудовано від пошкоджень, заподіяних шведами. Станіслав Варшицький знущався над навколишнім населенням та славився своєю жорстокістю: вважається, що він наказав замурувати живцем служницю та замучити свою третю дружину Ядвігу за віроломство.
У 1695 році замок як спадщина по жіночій лінії перейшов до сім'ї Менчинських, які володіли ним впродовж трьох поколінь. У 1702 році він сильно постраждав внаслідок пожежі, спричиненої шведським військом Карла XII, яка знищила більше половини замку. Фактично після цього більше не відбудовували.
У 1784 році від родини Менчинських замок викупив Томаш Яклінський, який, не дбаючи про технічний стан замку, використав частину кам'яних мурів як будівельний матеріал для побудови костелу у сусідньому Огродзенці. Останні мешканці покинули зруйновану твердиню у 1810 році.
Черговим власником Огродзенця був Людвік Козловський. Він абсолютно не звертав увагу на історичну цінність будівлі як пам'ятки, систематично розбирав мури для отримання будівельного матеріалу та продав рештки замку євреям.
Останнім власником замку, перед Другою світовою війною, стала родина Волчинських, яка походила з поближнього застінка та викупила замок у 1899 році від Фірша Аппеля. Після Другої світової війни замок було націоналізовано. З 1949 по 1973 роки тривали реставраційні роботи, спрямовані на збереження замку у вигляді постійної руїни та забезпечення можливості його відвідування для туристів.

## Каплиця в Подзамче
На сусідній із замком ринковій площі в Подзамче розташовується каплиця, яка була побудована із замкових елементів (портал, волюта, карниз). Всередині неї знаходяться оригінальні елементи із замкової каплиці, яка була у брамній вежі — наріжний камінь склепіння, гарматна куля, яка могла потрапити до замку під час шведського потопу та ренесансна фігура Діви Марії. 

## Замок в сучасному мистецтві
- У 1984 році хеві-метал гурт Iron Maiden записав у замку відео, яке було використаний у фільмі «Live After Death» у частині «За залізною завісою». Матеріал було використано для пісні Hallowed Be Thy Name[5].
- У 2001 році на руїнах замку відбувалися зйомки фільму Помста режисера Анджея Вайди[4]. До замку було добудовано великі фрагменти декорацій, які не було усунуто після закінчення зйомок.
- У 2019 році в замку було знято сцени (Битва під Содден) для серіалу «Відьмак» від Netflix[6].

## Фотогалерея

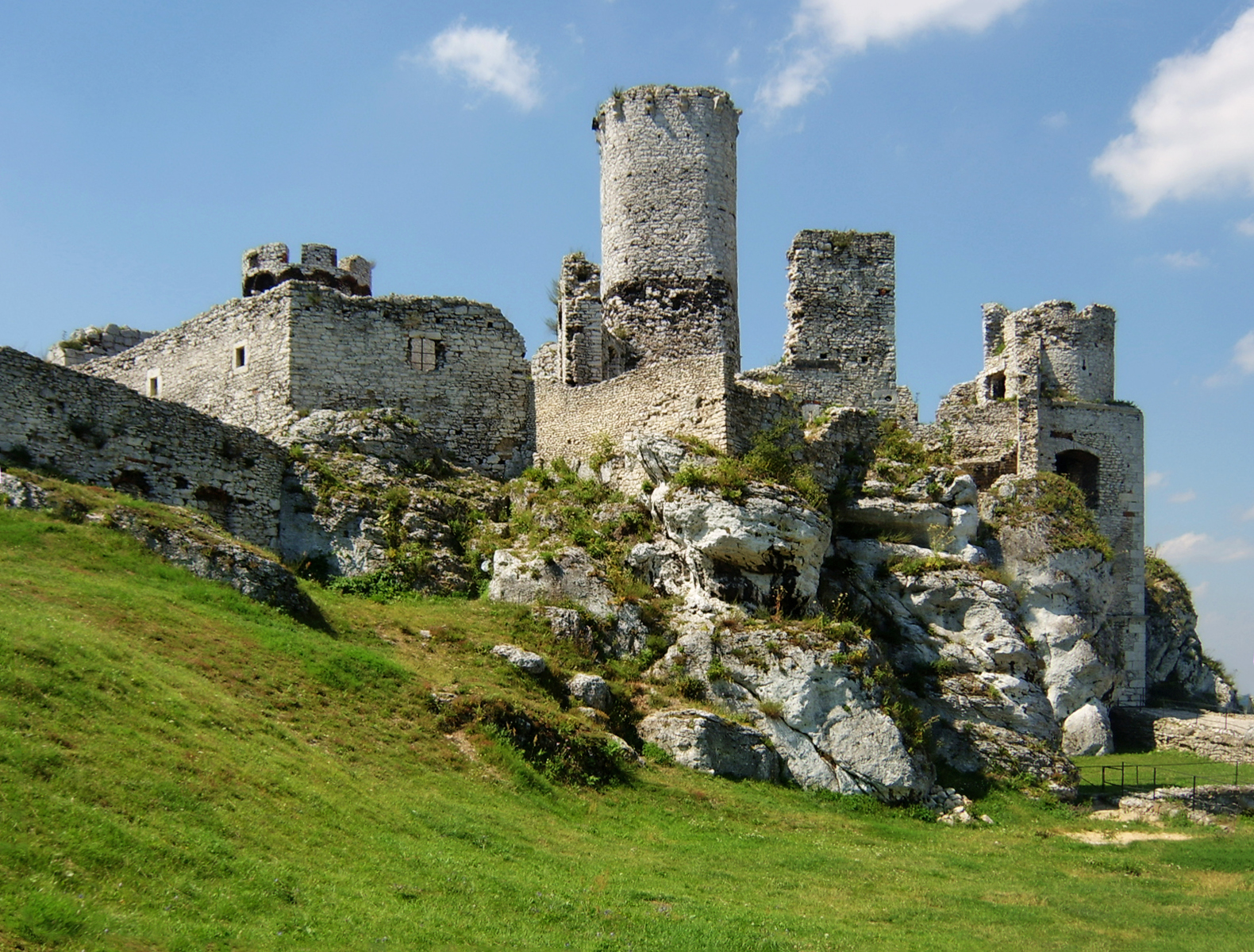
Вигляд на замок Огродзенець зі Сходу
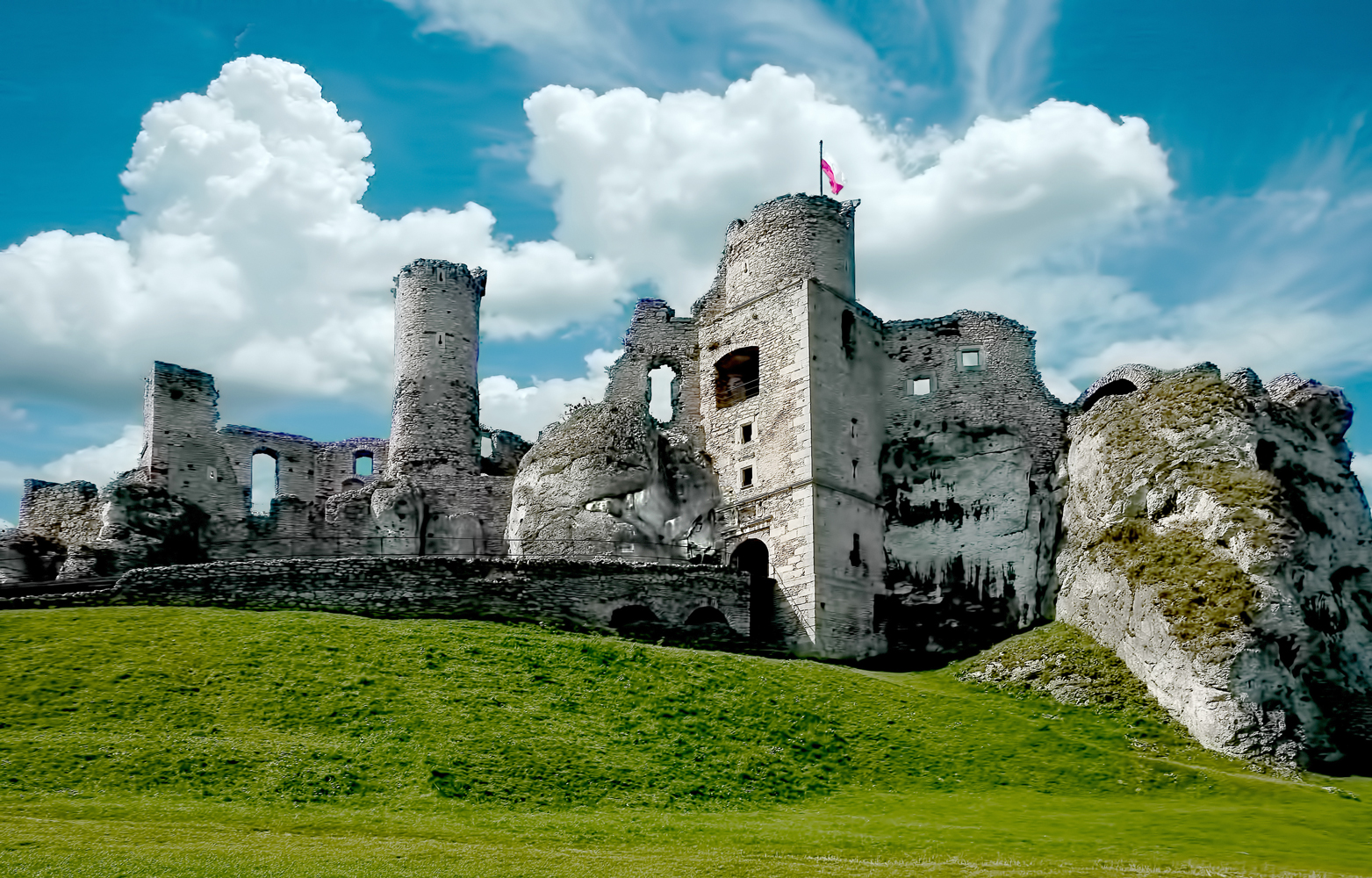
Панорама замку
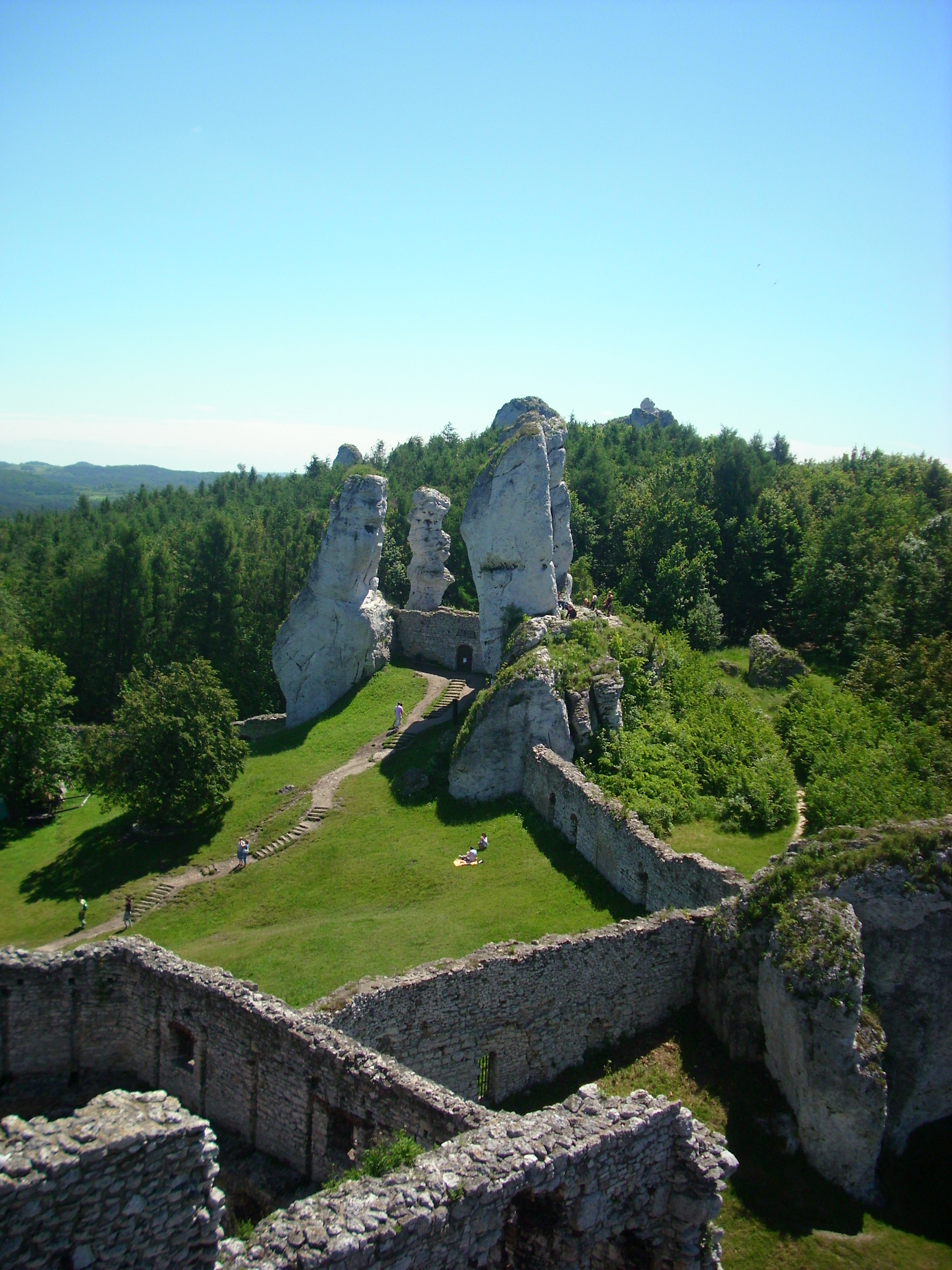
Вигляд на залу тортур з вежі
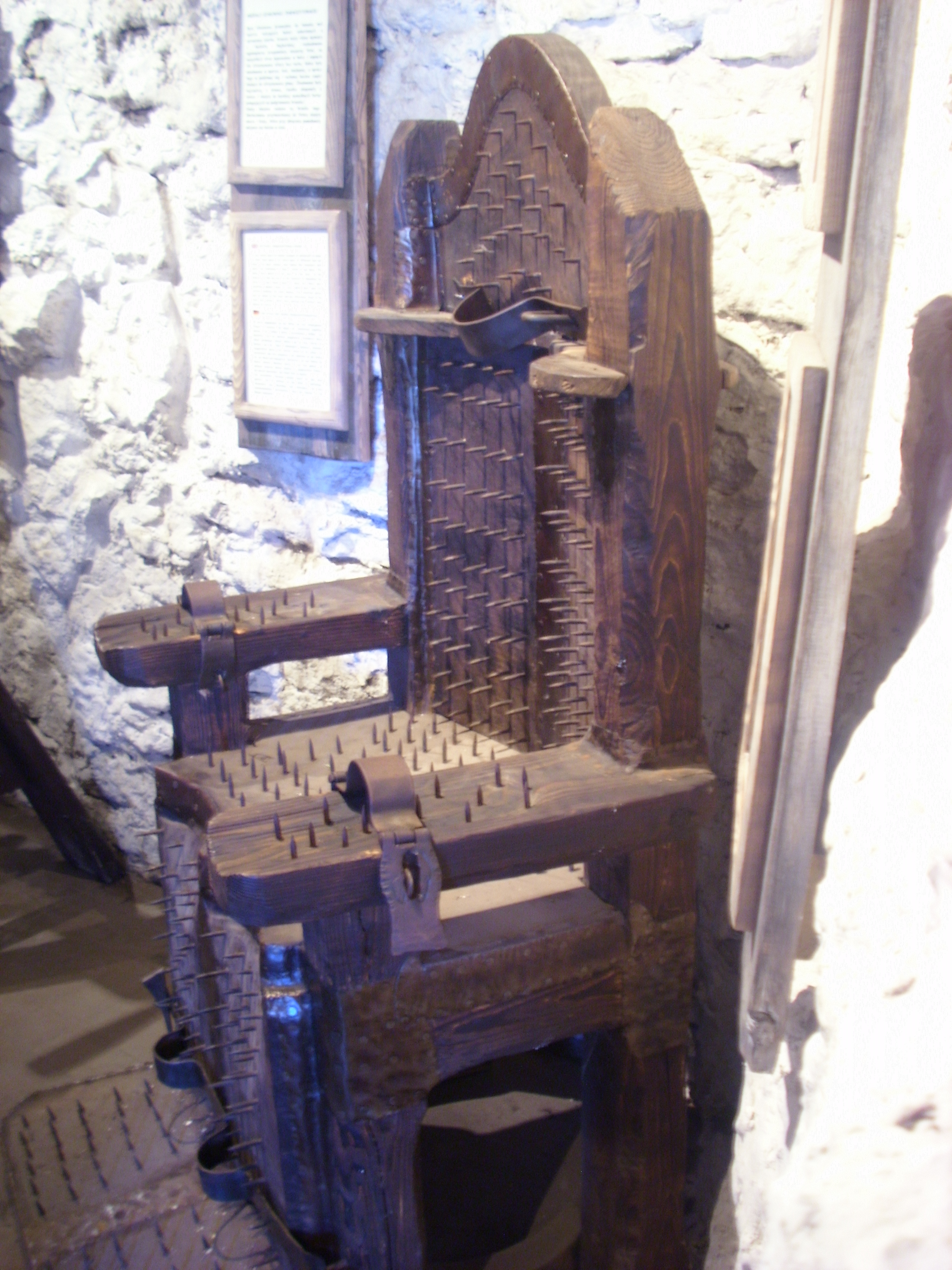
Зала тортур
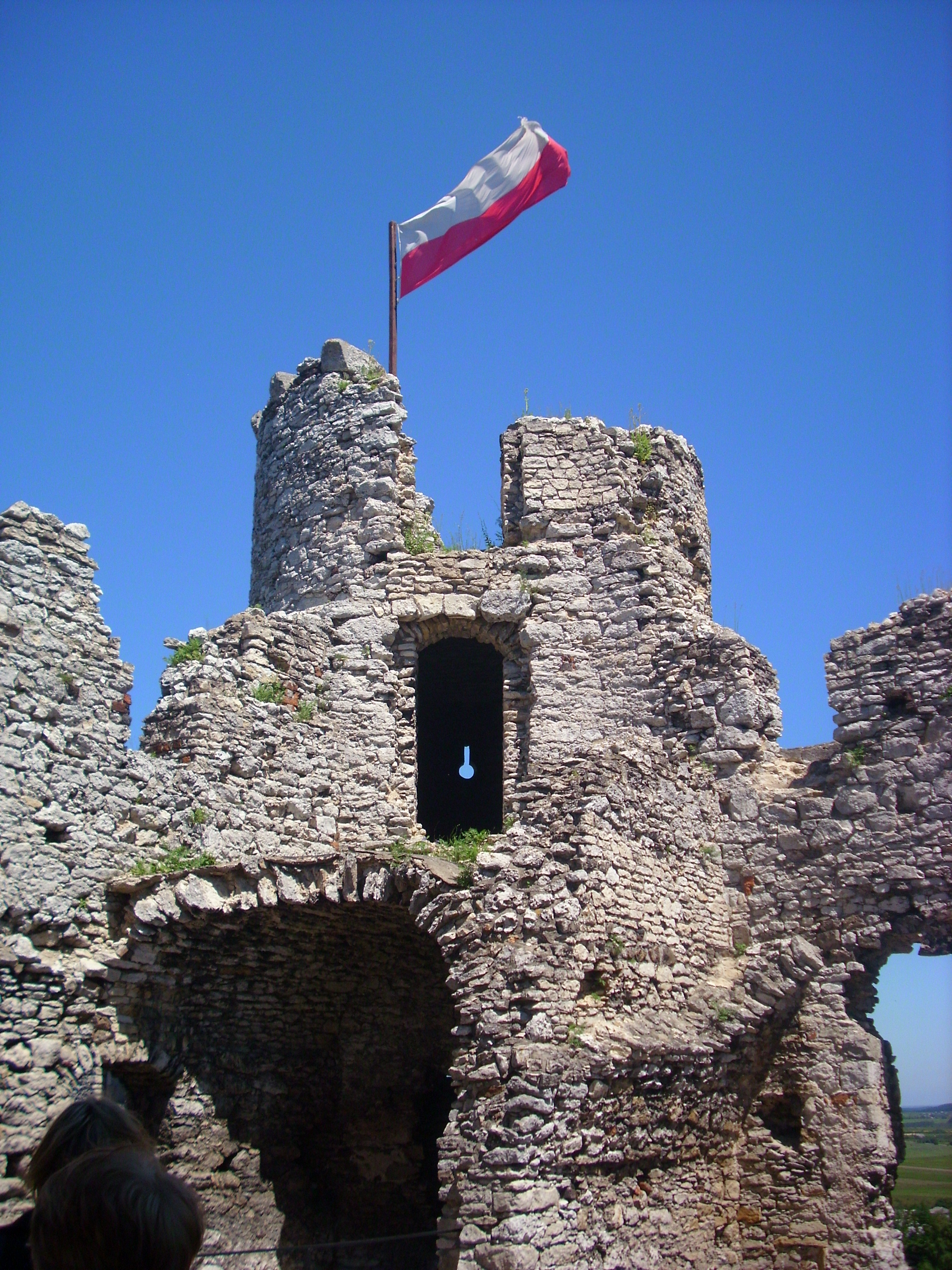
Вежа замку з прапором
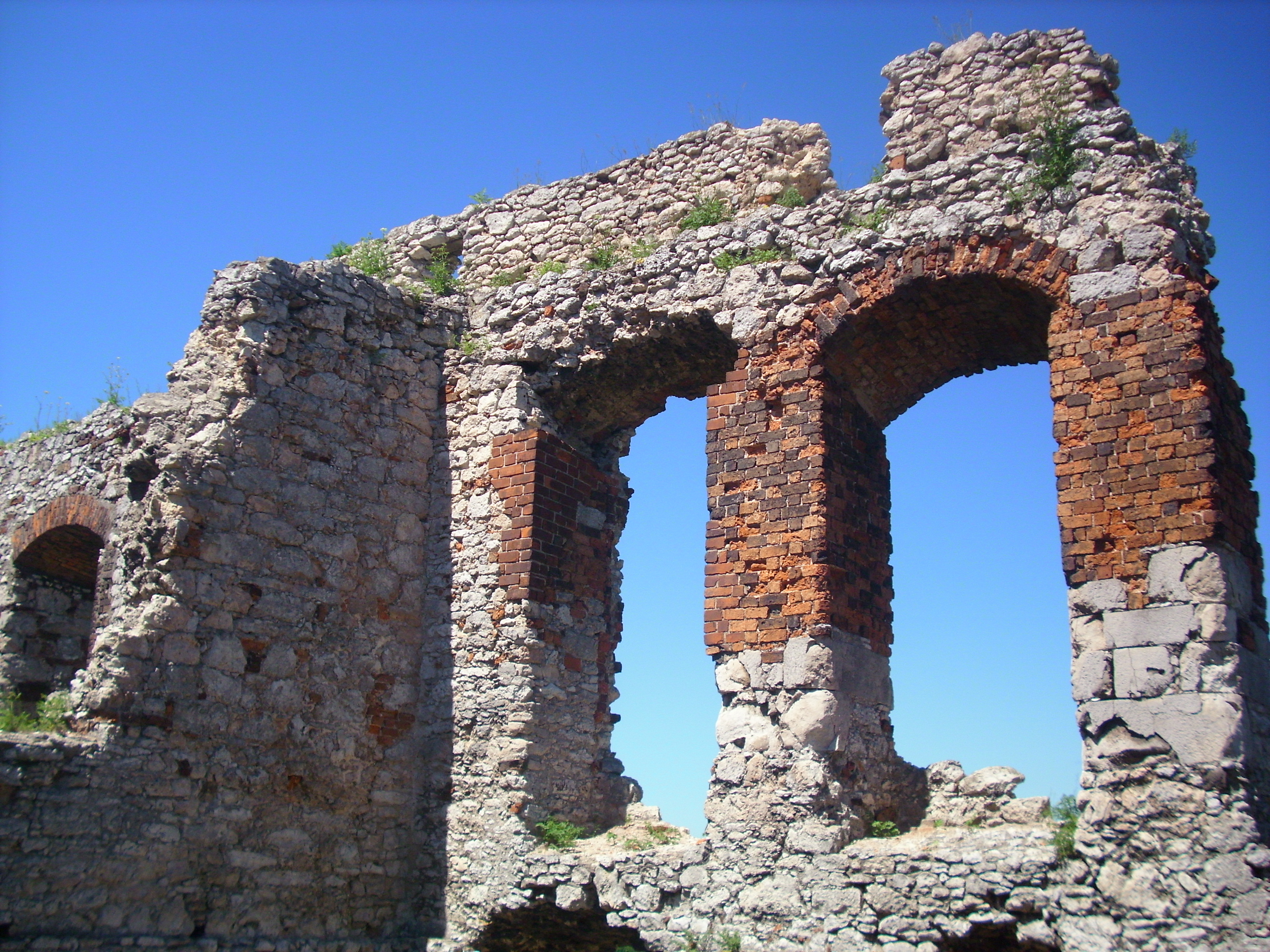
Замкові вікна
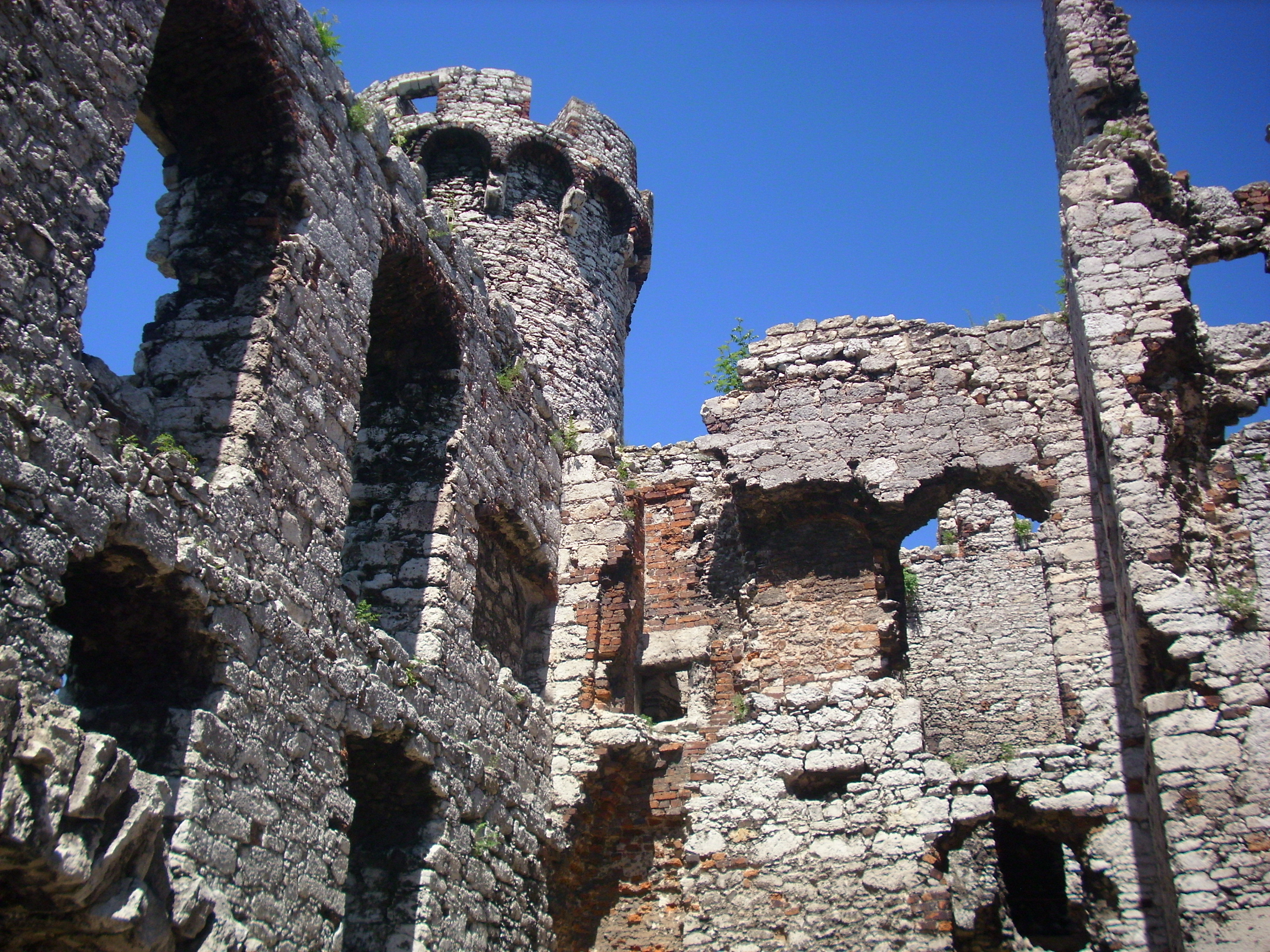
Замкові мури
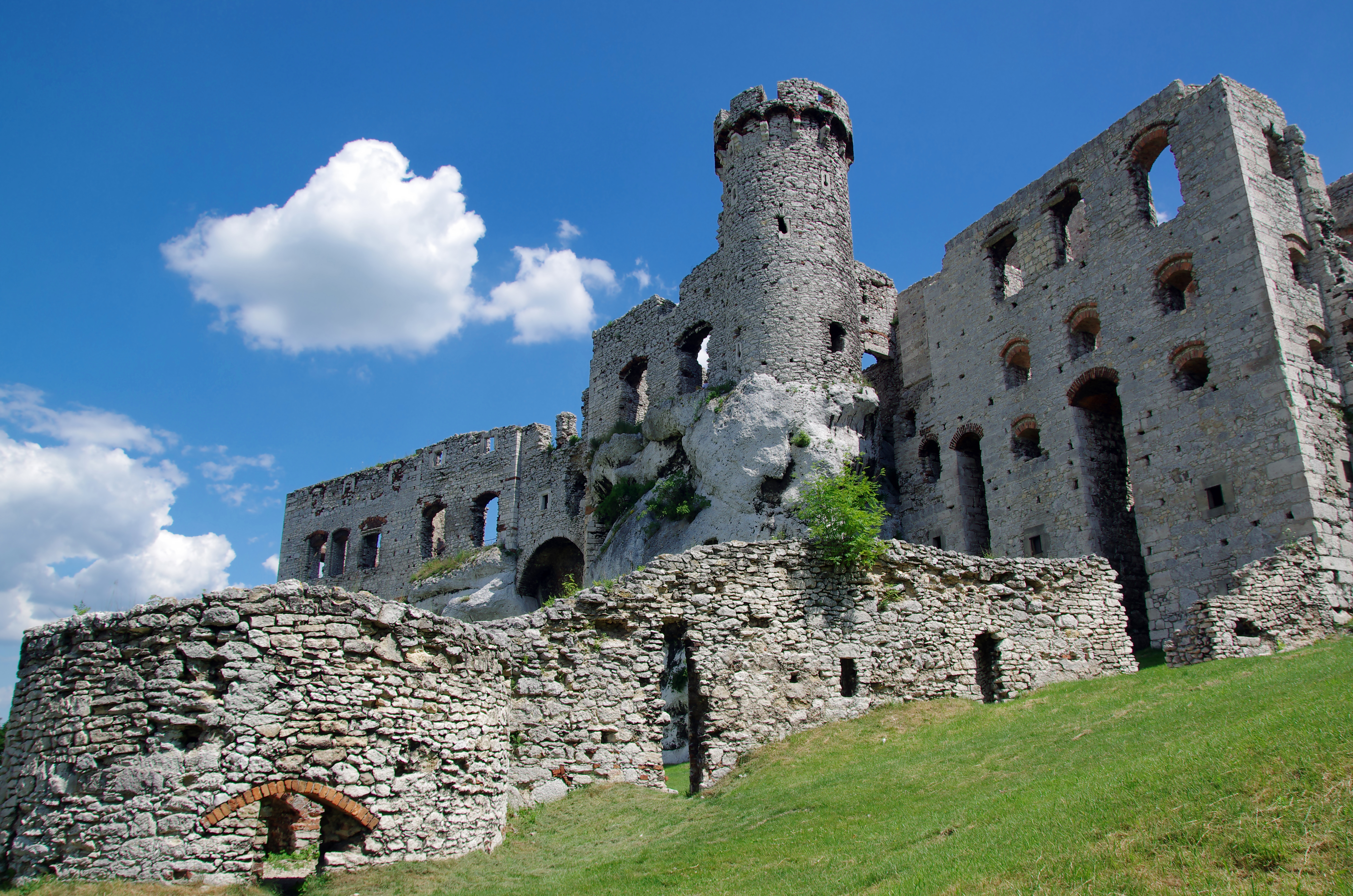
Замкові мури
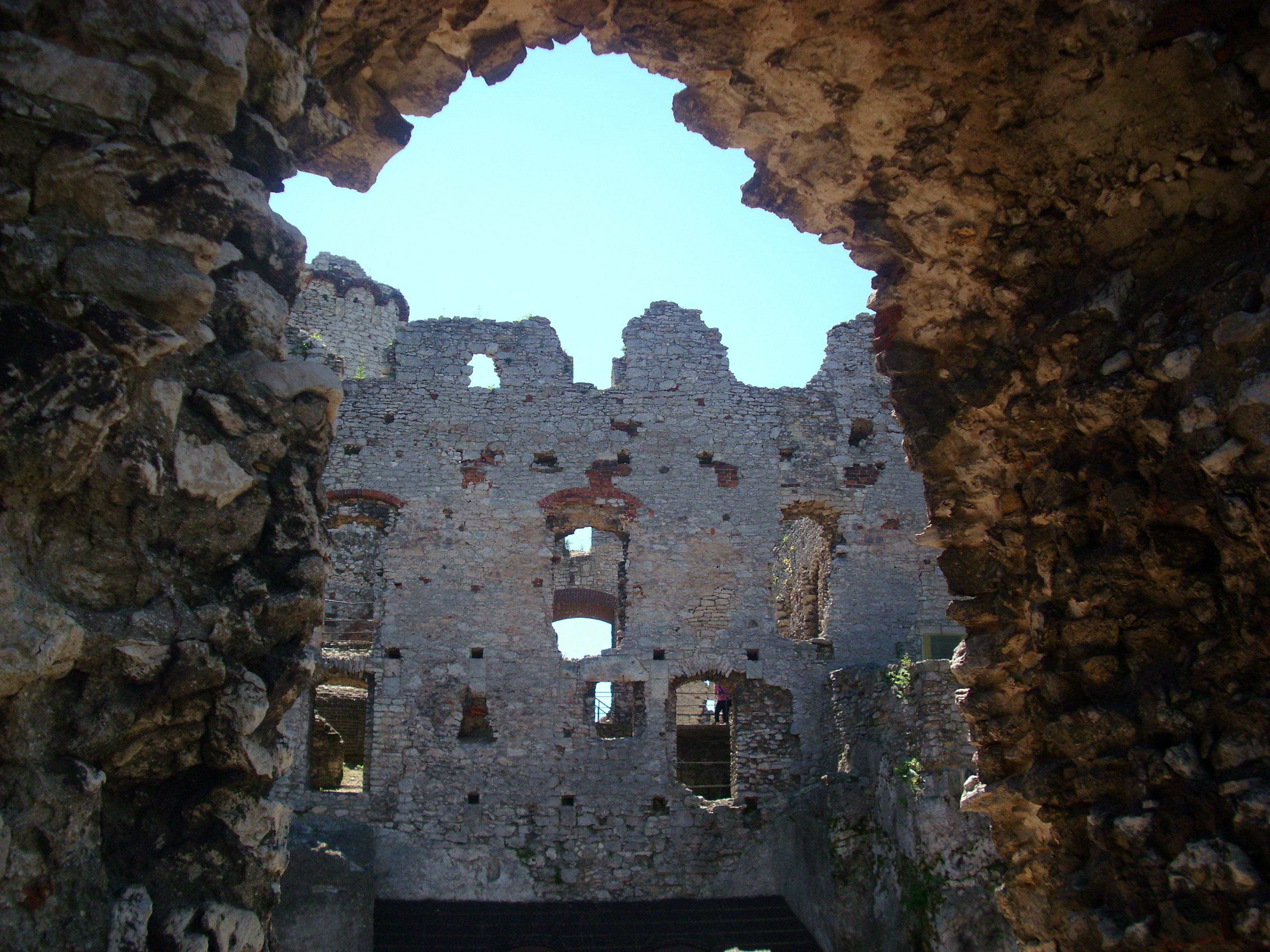
Замкові мури
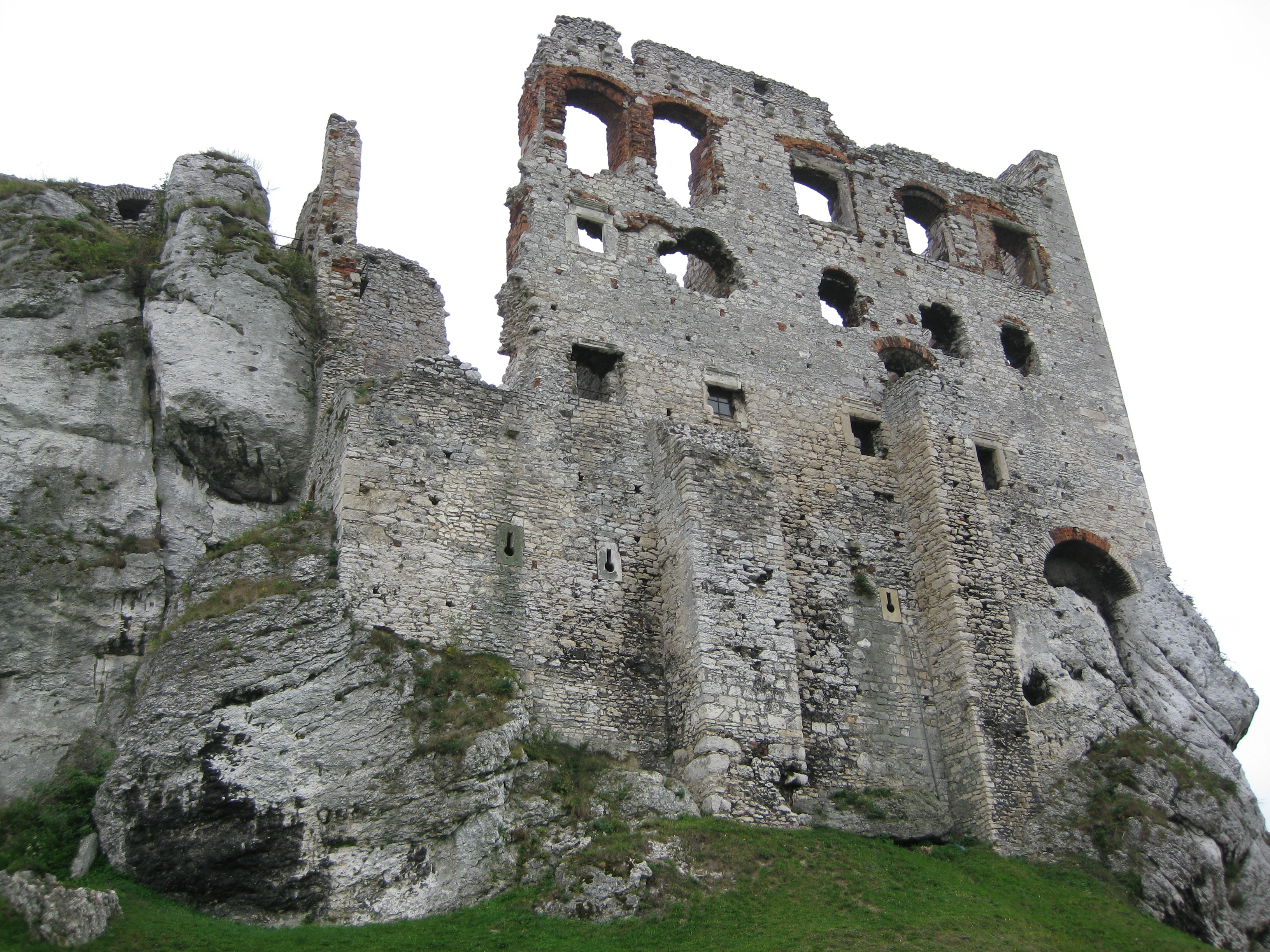
Південна стіна замку (2012-08-26)
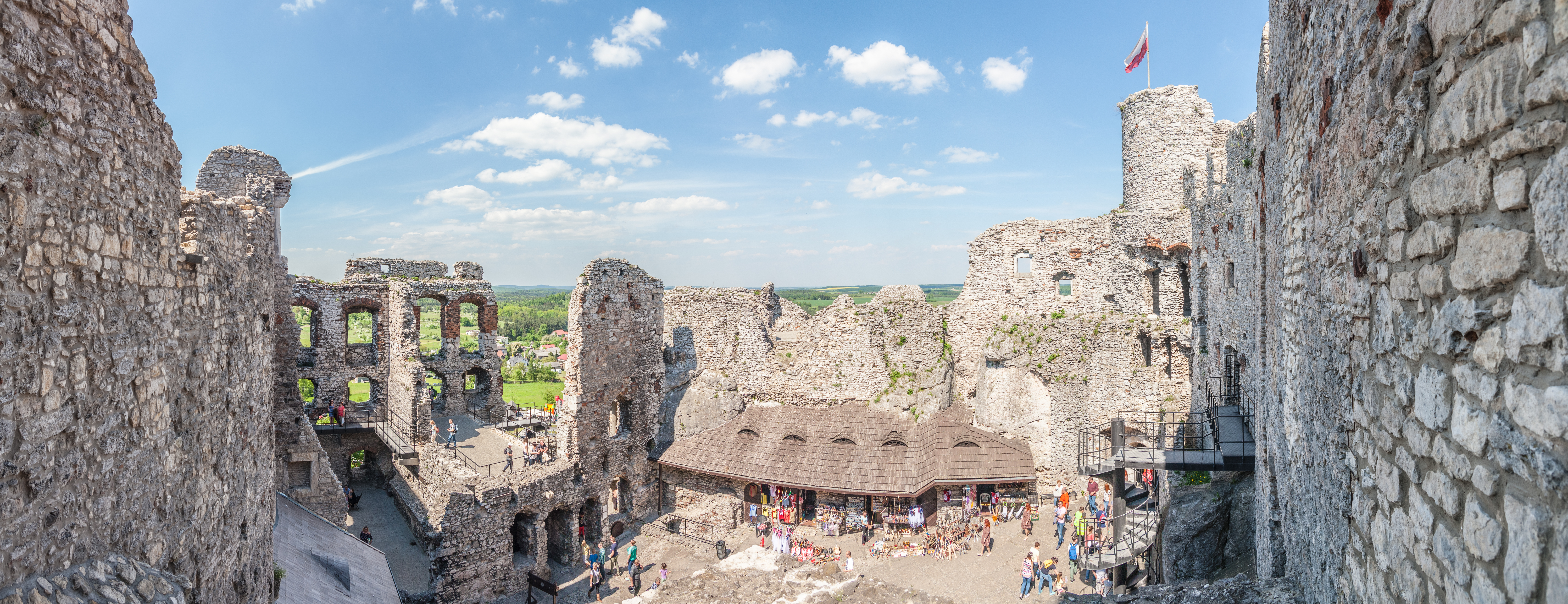
Всередині замку